# Kościół św. Marcina w Słupnie
Kościół świętego Marcina – rzymskokatolicki kościół parafialny należący do dekanatu płockiego wschodniego diecezji płockiej.
Jest to świątynia wzniesiona w 1753 roku. Ufundowana została przez Mateusza Krzemińskiego, proboszcza klasztoru norbertanek z Płocka. Przebudowana została w 1864 roku. Remontowana była w 1871 roku. Dach został pokryty blachą w 1923 roku po spaleniu podczas I wojny światowej. Remontowana była ponownie w latach 1955–58.
Budowla jest drewniana, trzynawowa, posiada konstrukcję zrębową. Świątynia jest orientowana. Jej prezbiterium jest mniejsze w stosunku do nawy, zamknięte jest trójbocznie, z boku znajduje się zakrystia. Od frontu nawy jest umieszczona kruchta. Dach kościoła jest dwukalenicowy, pokryty jest gontem, na dachu znajduje się ośmiokątna wieżyczka na sygnaturkę. Jest ona zwieńczona blaszanym baniastym dachem hełmowym z latarnią. Wnętrze dzielą na trzy części dwa rzędy słupów. Strop płaski obejmuje nawę i prezbiterium. Chór muzyczny jest podparty dwoma słupami i posiada wystawkę prostokątną w części centralnej. Belka tęczowa z krucyfiksem pochodzi z przełomu XVI i XVII wieku. Polichromia ornamentalna na stropie wykonana przez Władysława Drapiewskiego pochodzi z 1 połowy XIX wieku. Ołtarz główny i jeden boczny (pochodzi z kościoła norbertanek z Płocka) reprezentują styl późnorenesansowy i powstały około 1600 roku. Drugi ołtarz boczny i ambona w stylu neobarokowym pochodzą z 1 połowy XIX wieku. W oknach są umieszczone współczesne witraże.